# 圣莱奥纳尔代帕尔克
圣莱奥纳尔代帕尔克（法語：Saint-Léonard-des-Parcs）是法国奥恩省的一个市镇，属于阿朗松区（Alençon）库尔托梅县（Courtomer）。该市镇总面积13.4平方公里，2009年时的人口为72人。

## 人口
圣莱奥纳尔代帕尔克人口变化图示